# Breuer Salamon
Breuer Salamon (Nyitra, 1850. június 27. – Frankfurt am Main, 1926. július 17.) frankfurti főrabbi, egyházi író.

## Élete
A pozsonyi jesiván tanult és előbb Pápán volt főrabbi 1883-ig, amikor Frankfurtba hívták meg Hirsch S. R.-nek, – akinek veje volt – utódául. Mint a német ortodoxia szellemi vezetője, ugyanazon irányt követte, mint Hirsch: a legszigorúbb vallásosság mellett a modern műveltség megszerzését ő is megengedte. Elnöke volt az ortodox rabbik egyesületének és támogatta azt a törekvést, hogy mindenütt külön ortodox hitközségek alakuljanak. Az általa 1890. alapított frankfurti jesivát haláláig vezette. 
Fia, Breuer Isaak, frankfurti ügyvéd, született Pápán 1883-ban, szintén az ortodoxia előharcosa s annak támogatója volt a hitközségektől való különválásban. Ilyen irányú munkái: Kampf um Gott; Das Judenproblem; Messiasspuren. Az Agudasz Jiszroel egyik vezetője volt, s ellentétben állt a mizráchiakkal.